# Damar Sari
Damar Sari is een bestuurslaag in het regentschap Tebing Tinggi van de provincie Noord-Sumatra, Indonesië. Damar Sari telt 4340 inwoners (volkstelling 2010).